# Ismailia
Ismailia (in arabo إسماعيلية‎?, ’Ismāʿīliyya, "(la città) di Ismāʿīl [Pascià]") è una città dell'Egitto, capoluogo del governatorato omonimo. Si trova sulla riva occidentale del Canale di Suez, a circa metà strada fra Porto Said e Suez.

## Geografia fisica
La città è posta lungo le rive nord e occidentale del Lago Timsah, un lago salmastro attraversato dal canale di Suez che si trova a circa 17 km a nord del Grande Lago Amaro.
La città fu edificata al tempo della costruzione del canale di Suez e il suo centro conserva ancora gran parte gli edifici in stile coloniale in cui abitarono i funzionari britannici e francesi della Compagnia del Canale di Suez, insieme ad ampie strade, piazze, parchi e giardini.
Un canale navigabile usato a fini di irrigazione, detto Canale di Ismailia (Baḥr al-Ismāʿīliyya), lungo circa 130 km, collega la città con Il Cairo e quindi le acque del lago di Timsah con il Nilo.
Ismāʿīliyya è inoltre un importante nodo ferroviario e stradale che collega il nord del canale (Porto Said) con il sud (Suez) e con la zona del Delta del Nilo (Tanta) e la capitale Il Cairo.

## Storia

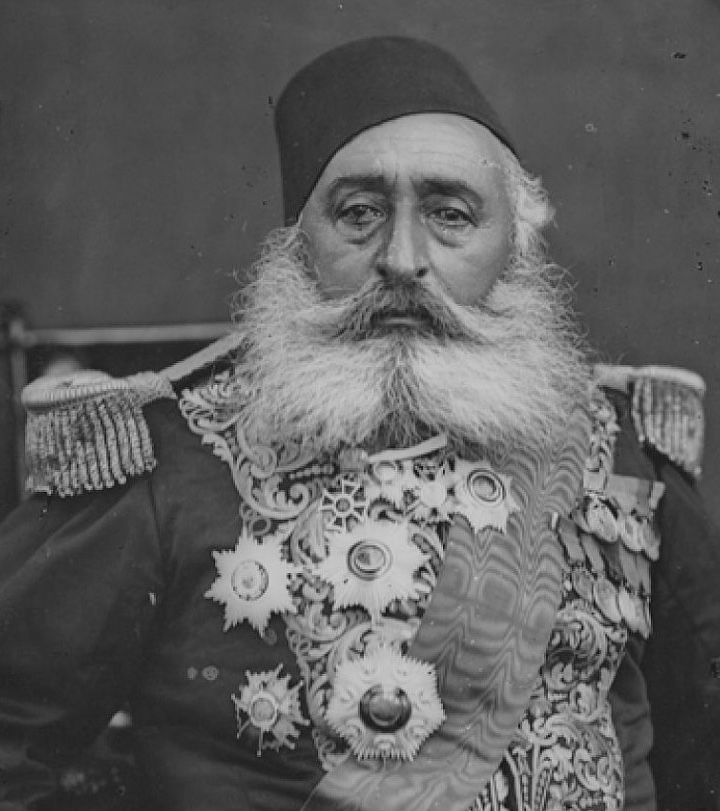
Isma'il Pascià

La città fu fondata nel 1863 dal francese Ferdinando de Lesseps, per ospitare la sede della Compagnia del Canale di Suez e fungere da campo base durante i lavori di costruzione del canale.
Deve il suo nome ad Isma'il Pascià che al tempo della sua costruzione succedette allo zio Sa'id Pascià quale wali (o governatore) d'Egitto.
Nel 1869 con l'apertura del canale di Suez, Ismāʿīliyya trae vantaggio dalla presenza della sede operativa della organizzazione per la gestione del canale sviluppandosi economicamente.
Nel 1967, durante la guerra dei sei giorni Ismāʿīliyya è pesantemente bombardata dalle forze israeliane. Successivamente il canale viene chiuso privando la città della maggior parte dei suoi ricavi, e molti degli abitanti si trasferirono altrove.
Dopo la riapertura del canale, nel 1975, si ha un ritorno di abitanti ed una generale ripresa delle attività, favorita anche dalla costituzione nella zona di una area industriale esentasse.

## Cultura
Ismāʿīliyya è sede della Università del Canale di Suez, che è stata fondata nel 1976 per servire la regione del Canale e del Sinai. L'università è uno dei centri formativi di maggiore crescita dell'Egitto con molti studenti che provengono dall'estero.
Nel 1928 a Ismailiyya fu fondata da Hasan al-Banna l'Associazione dei Fratelli Musulmani. 
A Ismāʿīliyya è presente un museo, aperto nel 1932, che contiene circa 4000 reperti archeologici rinvenuti durante lo scavo del Canale di Suez, appartenenti a varie epoche e civiltà: faraonica, greca, romana e islamica. Nel giardino delle steli, vi sono delle sfingi scolpite al tempo di Ramses II.